# Sveriges ambassad i Tallinn
Sveriges ambassad i Tallinn är Sveriges diplomatiska beskickning i Estland som är belägen i Tallinn. Beskickningen består av en ambassad, ett antal svenskar utsända av Utrikesdepartementet (UD) och lokalanställda. Ambassadör sedan 2024 är Charlotte Wrangberg. Ambassaden är belägen i von Rosenska palatset på Pikk 28. 
Det finns även honorärkonsulat i Narva och Tartu. Business Sweden har representation i Tallinn.

## Beskickningschefer
| Namn                     | Period    | Funktion          | Ackreditering                               |
| ------------------------ | --------- | ----------------- | ------------------------------------------- |
| Einar af Wirsén          | 1921–1921 | Chargé d’affaires |                                             |
| Torsten Undén            | 1921–1928 | Envoyé            | Sidoackrediterad från beskickningen i Riga. |
| Patrik Reuterswärd       | 1928–1935 | Envoyé            | Sidoackrediterad från beskickningen i Riga. |
| Birger Johansson         | 1935–1941 | Envoyé            | Sidoackrediterad från beskickningen i Riga. |
| Svante Hellstedt         | 1939–1940 | Chargé d’affaires |                                             |
| Ingen ambassad           | 1940–1991 |                   |                                             |
| Lars Grundberg           | 1991–1995 | Ambassadör        |                                             |
| Katarina Brodin          | 1995–1998 | Ambassadör        |                                             |
| Elisabet Borsiin Bonnier | 1998–2003 | Ambassadör        |                                             |
| Dag Hartelius            | 2003–2008 | Ambassadör        |                                             |
| Jan Palmstierna          | 2008–2013 | Ambassadör        |                                             |
| Anders Ljunggren         | 2013–2018 | Ambassadör        |                                             |
| Mikael Eriksson          | 2018–2021 | Ambassadör        |                                             |
| Ingrid Tersman           | 2021–2024 | Ambassadör        |                                             |
| Charlotte Wrangberg      | 2024–idag | Ambassadör        |                                             |